# Pons l'Ancien
Pour les articles homonymes, voir Pons II et Pons.
Ne doit pas être confondu avec Pons de Marseille (vicomte).
Pons l'Ancien (Poncius Major) ou Pons II est un seigneur arlésien de la seconde moitié du Xe siècle et l'un des plus anciens ancêtres de la maison des Baux.

## Biographie
Ses nombreuses possessions dans la région d'Arles démontre son origine arlésienne. Son grand-père Poncius Ier aurait été viguier à Arles et aurait eu deux enfants, Ison, père de Pons II, et Humbert Ier, évêque de Vaison depuis 911 jusqu'au 933.
Un certain Leibulfe, comte arlésien, est mentionné comme seigneur des Baux dans une charte de 851, mais rien ne permet d'affirmer sa parenté avec les seigneurs ultérieurs des Baux.
Une charte de 953 indique qu'il possède le château de Portadolsa, situé dans l'actuel quartier arlésien de la Cavalerie, fief qui lui fut donné par l'archevêque d'Arles.
Une charte de 965 le qualifie de vicomte (d’Arles et/ou de Marseille) et une autre du 9 juin 981 nous indique qu'il était Seigneur de Momes, Patennatis, Pradellas et Predinas.[réf. nécessaire]

## Famille
Vers 940, il épouse Bellitrude, mère de :
- Pons III le jeune (ca. 950 † 1030)[1] ;
- Laugier, cité le 9 juin 981 ;
- Ermengarde, citée le 5 février 1000 ;
- Balda, citée le 7 décembre 1002, mariée à Dodon de Châteaurenard.